# Vicente Gay y Forner

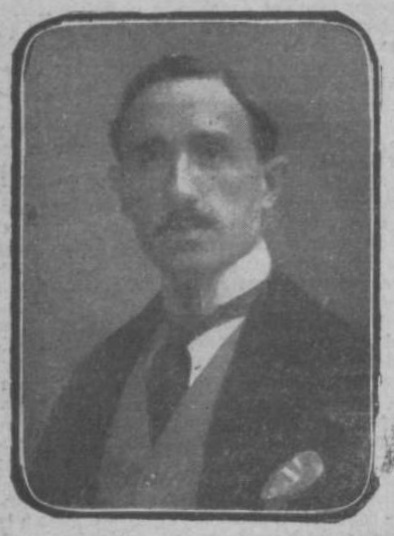
Vicente Gay.

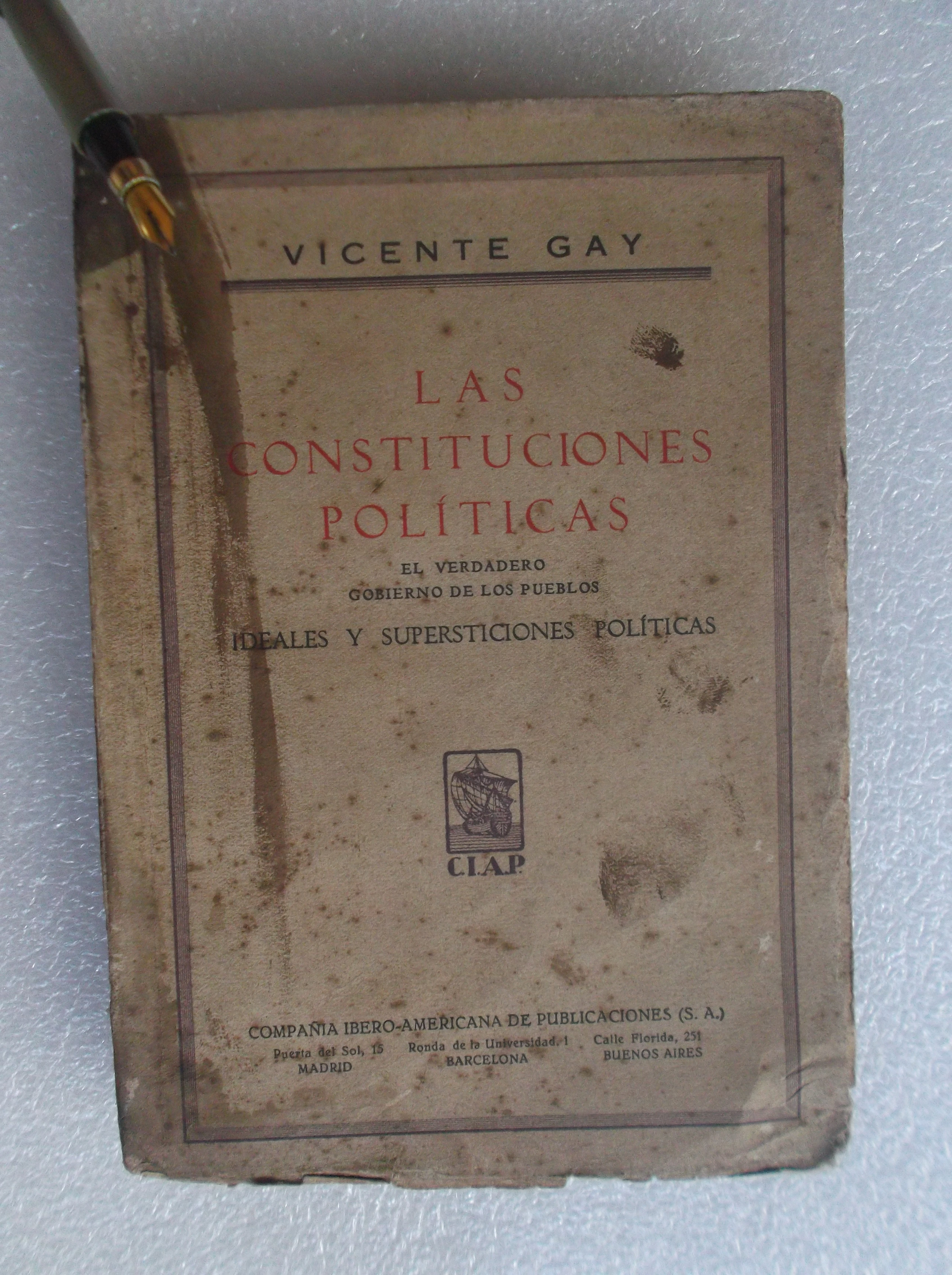
Umas das obras de Vecente Gay: Las Constituciones Politicas, de 1929.

Vicente Gay y Forner (Almusafes, Valência, 8 de dezembro de 1876 — Madri, 4 de dezembro de 1949) foi um professor e economista espanhol.